# 西潘楼镇
西潘楼镇，是中华人民共和国安徽省亳州市利辛县下辖的一个乡镇级行政单位。

## 行政区划
西潘楼镇下辖以下地区：
五里社区、西街村、郭寨村、马寨村、镇北村、桥西村、郭楼村、老闫桥村、刘营村、东王村、张集村、李刘村、于庄村、潘楼村和张楼村。